# Illinka
Illinka (ukrainisch Іллінка; russisch Ильинка Iljinka) ist eine Siedlung städtischen Typs im Westen der ukrainischen Oblast Donezk mit etwa 440 Einwohnern.
Die Siedlung liegt im Rajon Pokrowsk auf dem rechten Ufer der zum Kurachower Stausee angestauten Wowtscha.
Illinka befindet sich 22 km nordwestlich vom ehemaligen Rajonzentrum Marjinka und etwa 50 km westlich vom Oblastzentrum Donezk.
Der Ort wurde in der ersten Hälfte des 18. Jahrhunderts gegründet und besitzt seit 1962 den Status einer Siedlung städtischen Typs.
Am 12. Juni 2020 wurde die Siedlung ein Teil der neugegründeten Stadtgemeinde Kurachowe, bis dahin war der Ort ein Teil der Stadtratsgemeinde Kurachowe im Norden des Rajons Marjinka.
Am 17. Juli 2020 wurde der Ort selbst ein Teil des Rajons Pokrowsk.

## Bevölkerung
| 1970 | 1979 | 1989 | 2001 | 2010 | 2016 |
| ---- | ---- | ---- | ---- | ---- | ---- |
| 1222 | 914  | 694  | 460  | 448  | 441  |

Quellen: